# Arenas Club de Getxo
L'Arenas Club de Getxo è una società calcistica spagnola con sede nella città di Getxo nella provincia di Biscaglia della comunità autonoma dei Paesi Baschi. Gioca nella Segunda División RFEF, la quarta serie del campionato spagnolo.

## Storia
Il club fu fondato nel 1909 nel quartiere Las Arenas della città di Getxo.
Si tratta di un club storico, non solo per il centenario di attività, ma anche per aver vinto la Coppa del Re nel 1919, battendo per 5-2 il Barcellona nella finale giocata a Madrid.
Inoltre nell'aprile 1927 il direttore della società, Jose Maria Acha, fu il primo a proporre l'idea di una lega nazionale di calcio in Spagna, dando il via alla creazione della Liga de Fútbol Profesional e conseguentemente alla Primera División spagnola.

## Statistiche
Dalla stagione 1928-1929 alla 2019-2020 il club ha ottenuto le seguenti partecipazioni ai campionati nazionali:
| Livello | Categoria                             | Partecipazioni | Debutto   | Ultima stagione | Totale |
| ------- | ------------------------------------- | -------------- | --------- | --------------- | ------ |
| 1º      | Primera División                      | 7              | 1928-1929 | 1934-1935       | 7      |
| 2º      | Segunda División                      | 6              | 1935-1936 | 1943-1944       | 6      |
| 3º      | Tercera División / Segunda División B | 33             | 1944-1945 | 2019-2020       | 33     |
| 4º      | Tercera División/ División Regional   | 40             | 1970-1971 | 2014-2015       | 40     |
| 5º      | División Regional                     | 3              | 1982-1983 | 1996-1997       | 3      |

## Rosa 2015-2016
| N. |                      | Ruolo | Calciatore              |
| -- | -------------------- | ----- | ----------------------- |
|    | Spagna (bandiera)    | P     | Aitor Etxebarriazarraga |
|    | Spagna (bandiera)    | P     | Txemi Talledo           |
|    | Spagna (bandiera)    | P     | Pablo Fid               |
|    | Spagna (bandiera)    | D     | Gaizka Bergara          |
|    | Spagna (bandiera)    | D     | Adrián Pazó             |
|    | Spagna (bandiera)    | D     | Diego Royo              |
|    | Spagna (bandiera)    | D     | Eneko Zabaleta          |
|    | Spagna (bandiera)    | D     | Ian Uranga              |
|    | Spagna (bandiera)    | D     | Pablo Pérez             |
|    | Spagna (bandiera)    | D     | Ibon Díez               |
|    | Timor Est (bandiera) | C     | José Vide               |

| N. |                   | Ruolo | Calciatore           |
| -- | ----------------- | ----- | -------------------- |
|    | Spagna (bandiera) | C     | José Oya             |
|    | Spagna (bandiera) | C     | Beto                 |
|    | Spagna (bandiera) | C     | Txopi                |
|    | Spagna (bandiera) | C     | Aitor Ramos          |
|    | Spagna (bandiera) | C     | Jon Madrazo          |
|    | Spagna (bandiera) | C     | David Infante        |
|    | Spagna (bandiera) | C     | Luisma Villa         |
|    | Spagna (bandiera) | C     | Jaime Zumalakárregui |
|    | Spagna (bandiera) | A     | Dani López           |
|    | Spagna (bandiera) | A     | Jokin Arambarri      |
|    | Spagna (bandiera) | A     | Dani López           |

## Palmarès

### Competizioni nazionali
- Coppa di Spagna: 1

1919
- Tercera División: 3

1945-1946, 1946-1947, 1959-1960
- Segunda Federación: 1

2024-2025 (gruppo 2)

### Competizioni regionali
- Campionato del Nord: 3

1917, 1919, 1922
- Campionato basco: 3

1925, 1927
- Coppa Basca: 1

1936

### Altri piazzamenti
- Campionato spagnolo:

Terzo posto: 1929-1930
- Coppa di Spagna:

Finalista: 1917, 1925, 1927
Semifinalista: 1931
- Segunda División:

Secondo posto: 1935-1936 (gruppo II)
- Tercera División:

Secondo posto: 1944-1945, 1962-1963, 1978-1979, 1980-1981, 2012-2013
Terzo posto: 1949-1950, 1953-1954, 1960-1961, 1961-1962, 1963-1964, 1999-2000, 2013-2014, 2014-2015